# Riccardo Drigo
Riccardo Eugenio Drigo (Padua, 30 de junio de 1846 - Padua, 1 de octubre de 1930), fue un compositor y director de orquesta italiano.
En el Conservatorio de Padua estudió con el húngaro Antonio Jorich y el sacerdote Antonio Bresciani, y en Venecia con Antonio Buzzolla. Tras lograr cierta fama como compositor y director de orquesta, fue llamado a San Petersburgo, donde permaneció desde 1879 hasta 1920, contribuyendo activamente a la difusión de la ópera italiana en Rusia. Ahí dirigió también muchos estrenos de óperas y ballets rusos, componiendo él algunos ballets, y colaborando los más famosos coreógrafos y bailarines de su tiempo como Marius Petipa, Michel Fokine, Lev Ivanov y otros. Al estallar la Revolución, volvió a Padua, casi totalmente arruinado, y siguió componiendo.
Es autor de óperas operetas y ballets (Il Talismano, Arlekinada y otros).